# Kitaadachi-gun

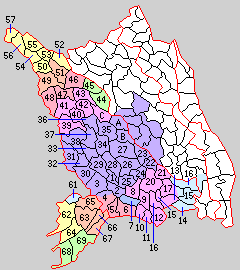
Gemeinden (Ziffern) und Gemeindeverbände (Buchstaben) im Kreis Nord-Adachi und dem 1896 fusionierten Kreis Niikura im Südwesten (61.–69., Teile davon aber 1891 & 1907 zu den Kreisen Nord-Toshima & Nord-Tama in Tokio) nach der Einführung der heutigen Gemeindeformen 1888/89. Heutige Gemeinden in Flächenfarben. 44. Komuro und 45. Kobari fusionierten 1943 zu Ina, der heute letzten verbliebenen Gemeinde im Kreis.

Kita-Adachi (japanisch 北足立郡 -gun, deutsch ‚Kreis Nord-Adachi‘) ist seit 1879 ein Landkreis (-gun) der ostjapanischen Präfektur (-ken) Saitama. Er entstand formal durch die Teilung des antiken Kreises Adachi der Provinz Musashi bei der landesweiten Reaktivierung und Neuordnung der Kreise als Verwaltungseinheit 1878/79 – de facto war Adachi aber schon bei der Einrichtung und Konsolidierung der Präfekturen zwischen den Präfekturen Saitama und Tokio in Nord- und Süd-Adachi (Minami-Adachi) geteilt worden, weshalb die Bezeichnungen zum Teil auch rückwirkend für die frühe Meiji-Zeit gebraucht werden. Unmittelbar vor der Meiji-Restauration hatte ein Großteil des Kreises wie auch weite Teile der Provinz Musashi um den Regierungssitz Edo zur Shōgunatsdomäne gehört (bakuryō; inkl. Gütern von Hatamoto), Teile von Adachi gehörten zum Fürstentum (-han) Oshi.
Die Kreisverwaltung befand sich in der Stadt (-machi, historisch -shuku) Urawa, wo auch die Präfekturverwaltung von Saitama lag. Wie alle Kreise in Japan erlosch Nord-Adachi als Gebietskörperschaft in den 1920er Jahren, wird als geographische Bezeichnung aber weiter genutzt und in seiner Zusammensetzung fortgeschrieben. Allerdings ist der Großteil seines Territoriums in den großen Gebietsreformen des 20. Jahrhunderts in [kreisfreien] Städten (-shi) aufgegangen, darunter insbesondere das 1934 kreisfrei gewordene Urawa und die anderen Vorläufer der 2001 eingerichteten neuen Präfekturhauptstadt Saitama, und seit der Eingemeindung von Fukiage nach Kōnosu 2005 besteht Kita-Adachi nur noch aus einer einzigen Gemeinde: der [kreisangehörigen] Stadt (-machi) Ina.